# Содружество христианских советов и церквей в Западной Африке
Содружество христианских советов и церквей Западной Африки (англ. Fellowship of Christian Councils and Churches in West Africa, FECCIWA) — христианская экуменическая организация в Африке. 

## Миссия
Совет призван содействовать общению и эффективному свидетельствованию о вере в Иисуса Христа среди христианских советов и церквей в субрегионе, поощрять создание христианских советов там, где их нет, содействовать участию советов и церквей в целостном развитии субрегиона. 
Совет предоставляет форум христианским ассоциациям и церквям в Западной Африке для решения общих проблем, а также для устранения последствий межэтнических и постколониальных конфликтов. 

## История
В 1992 году национальные христианские советы Гамбии, Ганы, Либерии и Нигерии провели консультации о том, как национальные советы и церкви могут быть мобилизованы для устранения причин голода и бедности, нарушений прав человека, несправедливости и вооруженных конфликтов. Совет учреждён в 1994 году со штаб-квартирой в Ломе, Того, и занимается смягчением травм после вооруженных конфликтов в Либерии, Сьерра-Леоне и Кот-д'Ивуаре, борьбой с коррупцией в Кот-д'Ивуаре, Гане, Либерии, Нигерии и Того, участвует в мониторинге гражданского образования и выборов в Нигерии, Гане, Либерии и Сьерра-Леоне. Одной из важных областей деятельности совета является предотвращение распространения ВИЧ/СПИД.

## Структура
Совет является членом Всемирного совета церквей. В его состав входят церкви-члены в Гане, Гвинее, Нигерии, Того, Сьерра-Леоне, Бенине, Либерии, Буркина-Фасо, Сенегале и Нигере. Совет явился одним из главных учредителей Экуменического правозащитного альянса.

## Внешние ссылки
- fecciwa.org — официальный сайт Содружество христианских советов и церквей в Западной Африке
- Содружество христианских советов и церквей в Западной Африке на сайте Всемирного совета церквей